# Keratoisis grandiflora
Keratoisis grandiflora är en korallart som beskrevs av Studer 1878. Keratoisis grandiflora ingår i släktet Keratoisis och familjen Isididae. Inga underarter finns listade i Catalogue of Life.